# 534 v.Chr.
Het jaar 534 v.Chr. is een jaartal volgens de christelijke jaartelling.

## Gebeurtenissen

### Griekenland
- Op de eerste Dionysia, een staatsfestival ingesteld door Pisistratus wint de dichter Thespis de eerste prijs voor tragedie, waarschijnlijk omdat hij voor het eerst zichzelf voor het koor plaatste. Hij antwoordde het koor als personage in het verhaal waarover zij zongen. Hiermee vond hij het genre drama uit.

### Italië
- Tarquinius volgt Servius Tullius op als koning van Rome. Deze Etruskische vorst draagt de bijnaam: de Trotse (Superbus).

### China
- Chen wordt door Chu ingelijfd.[1]

## Overleden
- Servius Tullius, koning van Rome